# Маркиз де Тораль
Маркиз де Тораль — испанский дворянский титул. Он был создан 22 октября 1612 года королем Испании Филиппом III для Габриэля Нуньеса де Гусмана, сеньора де Тораль-де-лос-Гусманес, прямого наследника линии Нуньес де Гусман, сеньоров де Тораль, Авиадос, Гусман и Валье-де-Боньяр.
Название маркизата происходит от названия муниципалитета Тораль-де-лос-Гусманес, провинция Леон, автономное сообщество Кастилия-Леон.

## История
Сеньория де Тораль ранее принадлежала семье Базан, пока Эльвира де Базан, сеньора де Тораль, не вышла замуж за Педро Нуньеса де Гусмана и Парилья, сеньора де Гусман, де Авиадос и дель Валье-де-Боньяр. Нуньес де Гусман объединил все эти сеньории, и сеньория де Тораль стала называться сеньория де Тораль-де-лос-Гусманес.
От его сына Педро Нуньеса де Гусмана и Базана сеньория де Тораль-де-лос-Гусманес переходила из поколения в поколение по прямой мужской линии, до Габриэля Нуньеса де Гусмана, 1-го маркиза де Тораль.
Город Тораль-де-лос-Гусманес долгое время был резиденцией одноимённых маркизов, здесь они построили так называемый дворец Гусманес, где сегодня находятся муниципальные учреждения.

## Маркизы де Тораль
|                                              | Титул                                                          | Период                                       |
| Креация создана королем Испании Филиппом III | Креация создана королем Испании Филиппом III                   | Креация создана королем Испании Филиппом III |
| -------------------------------------------- | -------------------------------------------------------------- | -------------------------------------------- |
| I                                            | Габриэль Нуньес де Гусман                                      | 1612 — ?                                     |
| II                                           | Рамиро Фелипе Нуньес де Гусман и Гусман                        | ? — 1668                                     |
| III                                          | Николас Мария де Гусман-и-Карафа                               | 1668-1689                                    |
| IV                                           | Мария Анна Синфороса Нуньес де Гусман и Велес де Гевара        | 1689-1723                                    |
| V                                            | Изабель Мария де Гусман и Гусман                               | ? — ?                                        |
| VI                                           | Иньиго Мельчор Фернандес де Веласко и Гусман                   | ? — ?                                        |
| VII                                          | Диего Антонио Фернандес де Веласко Лопес Пачеко и Тельес-Хирон | ? — 1811                                     |
| VIII                                         | Бернардино Фернандес де Веласко Пачеко и Тельес-Хирон          | 1811-1851                                    |
| IX                                           | Хосе Мария Бернардино Фернандес де Веласко                     | 1851-1888                                    |
| X                                            | Хуана Рамирес де Арельяно и Хименес                            | 1920-1974                                    |
| XI                                           | Хосе Мария Фернандес де Веласко и Сфорца-Цезарини              | 1974-1986                                    |
| XII                                          | Анхела Мария Тельес-Хирон и Дуке де Эстрада                    | 1994-2015                                    |
| XIII                                         | Анхела Мария де Солис-Бомонт и Тельес-Хирон                    | 2017 — настоящее время                       |

## История маркизов де Тораль
- Габриэль Нуньес де Гусман, 1-й маркиз де Тораль. Сын Гонсало Нуньеса де Гусмана, 8-го сеньора де Тораль и Авиадос, и Хуаны де Гусман

1. Супруга — кузина Франсиска де Гусман, дочь Рамиро Нуньеса де Гусмана, 2-го сеньора де Монтеалегре и Менесес, и Марианны де Рохас и Гусман. Ему наследовал их сын:

- Рамиро Фелипе Нуньес де Гусман и Гусман[исп.] (1600—1668), 2-й маркиз де Тораль, 2-й герцог де Медина-де-лас-Торрес

1. Супруга — Мария де Гусман и Суньига (1609—1626), 1-й герцогиня де Медина-де-лас-Торрес, 2-я герцогиня де Санлукар-ла-Майор, дочь Гаспар де Гусмана, графа-герцога де Оливареса, и Инес де Суньиги Асеведо и Веласко. Первый брак был бездетным.
2. Супруга — Анна Карафа и Альдобрандири (1607—1644), 5-я принцесса ди Стильяно, дочь Антонио Карафы, герцога ди Рока-Мондрагоне, и Елены Альдобрандини.
3. Супруга — Каталина Велес Ладрон де Гевара (ок. 1620—1684), 9-я графиня де Оньяте, 4-я графиня де Вильямедьяна, дочь Иньиго Велеса Ладрона де Гевары, 8-го графа де Оньяте, и Антонии Манрике де ла Серда. Ему наследовал его сын от второго брака:

- Николас Мария де Гусман-и-Карафа (1637—1689), 3-й маркиз де Тораль, 3-й герцог де Медина-де-лас-Торрес.

1. Супруга — Мария де Толедо и Веласко (1651—1710), дочь Антонио Альвареса де Толедо и Энрикеса де Риверы, 7-го герцога де Альба, и Марианны Фернандес де Веласко и Фернандес де Кордовы (их брак был бездетным). Ему наследовала его сводная сестра, дочь его отца от третьего брака:

- Мария Анна Синфороса Нуньес де Гусман и Велес де Гевара (1660—1723), 4-я маркиза де Тораль, 4-я герцогиня де Медина-де-лас-Торрес, 3-я герцогиня де Санлукар-ла-Майор.

1. Супруг — Хуан Кларос Перес де Гусман и Фернандес де Кордова[исп.] (1642—1713), 11-й герцог де Медина-Сидония, 18-й граф де Ньебла. Их брак оказался бездетным.

- Изабель Мария де Гусман и Гусман (1607—1640), 5-я маркиза де Тораль. Дочь Габриэля Нуньеса де Гусмана, 1-го маркиза де Тораль, и Франсиски де Гусман.

1. Супруг — Бернардино Фернандес де Веласко и Товар (1610—1652), 6-й герцог де Фриас, 8-й граф де Аро, 4-й маркиз де Берланга, 4-й граф де Кастильново. Ей наследовал их сын:

- Иньиго Мельчор Фернандес де Веласко и Гусман (1629—1696), 6-й маркиз де Тораль, 7-й герцог де Фриас, 5-й граф де Кастильново.

1. Супруга — Хосефа де Кордова и Фигероа (1627—1664), дочь Алонсо Фернандеса де Кордовы и Энрикеса де Риберы, 5-го маркиза де Прьего, и Хуаны Энрикес де Риберы и Хирона.
2. Супруга — Мария де Бенавидес (1640—1704), дочь Диего де Бенавидеса и де ла Куэвы, 8-го графа да Сантистебан, 1-го маркиза де Солера, вице-короля Наварры и Перу, и Антонии Давилы и Корельи, 7-й маркизы де Навас и 10-й графини де Косентайна. Не оставил потомства. Маркизат получил потомок его сестры Марии Фернандес де Веласко и Гусман:

- Диего Антонио Фернандес де Веласко Лопес Пачеко и Тельес-Хирон[исп.]* (1754—1811), 7-й маркиз де Тораль, 13-й герцог де Фриас, 13-й герцог де Эскалона, 8-й герцог де Уседа. Сын Андреса Мануэля Алонсо Пачеко Тельес-Хирона и Толедо (1728—1789), 7-го герцога де Уседа, и Марии Портерии Фернандес де Веласко и Пачеко (? — 1796), 9-й графини де Пеньяранда-де-Бракамонте.

1. Супруга — Франсиска де Паула де Бенавидес и Фернандес де Кордова (1763—1827), дочь Антонио де Бенавидеса, 2-го герцога де Сантистебан-дель-Пуэрто, и Анны Марии Фернандес де Кордовы, дочери 11-го герцога де Мединасели. Ему наследовал его сын:

- Бернардино Фернандес де Веласко Пачеко и Тельес-Хирон (1783—1851), 8-й маркиз де Тораль, 14-й герцог де Фриас, 14-й герцог де Эскалона, 9-й герцог де Уседа, 18-й граф де Кастильново.

1. Супруга — Марианна де Сильва Базан и Вальдштейн, дочь Хосе Хоакина де Сильвы-Базана, 9-го маркиза де Санта-Крус-де-Мудела (Первый брак бездетный).
2. Супруга — Мария де ла Пьедад Рока де Тогорес и Валькарсель, дочь 1-го графа де Пиноэрмосо.
3. Супруга — Анна Хаспе и Масиас. Ему наследовал его сын от третьего брака:

- Хосе Мария Бернардино Фернандес де Веласко (1836—1888), 9-й маркиз де Тораль, 15-й герцог де Фриас, 12-й маркиз де Фромиста.

1. Супруга — Виктория Балф (1837—1871).
2. Супруга — Мария дель Кармен Пиньятелли д’Арагона.

- Хуана Рамирес де Арельяно и Хименес, 10-я маркиза де Тораль, маркиза де Энсинарес, графиня де Лоха.

- Хосе Мария Фернандес де Веласко и Сфорца-Цезарини (1910—1986), 11-й маркиз де Тораль, 18-й герцог де Фриас, 17-й маркиз де Берланга. Сын Гильермо Фернандеса де Веласко (1870—1937), 17-го графа де Оропеса, и Каролины Сфорца (1871—1929).

1. Супруга — Мария дель Кармен де Сильва и Аслор де Арагон (1913—2003), дочь Луиса Марии де Сильвы и Карвахаля, 3-го герцога де Миранда, и Марии Аслор де Арагон и Уртадо де Сальдивар, 13-й графини де Синаркас. Ему наследовала:

- Анхела Мария Тельес-Хирон и Дуке де Эстрада (1925—2015), 12-я маркиза де Тораль, 14-я герцогиня де Уседа, 16-я герцогиня де Осуна, 20-я герцогиня де Медина-де-Риосеко, 17-я герцогиня де Бенавенте, 16-я герцогиня де Аркос, 19-я герцогиня де Гандия, 19-я герцогиня де Эскалона, 18-я маркиза де Берланга, 14-я маркиза де Бельмонте, 19-я маркиза де Вильена, 12-я маркиза де Хабалькинто, 18-я маркиза де Фречилья и Вильяррамьель, 19-я маркиза де Ломбай, 15-я маркиза де Фромиста, 20-я графиня де Уренья, 17-я графиня де Пеньяранда-де-Бракамонте, 20-я графиня де Фуэнсалида, 15-я графиня де Пинто, 19-я графиня де Алькаудете, 13-я графиня де ла Пуэбла-де-Монтальбан, 20-я графиня де Оропеса, графиня де Салазар-де-Веласко.

1. Супруг — Педро де Солис-Бомонт и Лассо де ла Вега (1916—1959).
2. Супруг — Хосе Мария Латорре и Монтальво (1925—1991), 6-й маркиз де Монтемусо и 8-й маркиз де Алькантара-дель-Куэрво. Ей наследовала её старшая дочь от первого брака:

- Анхела Мария де Солис-Бомонт и Тельес-Хирон (род. 1950), 13-я маркиза де Тораль, 17-я герцогиня де Осуна.

1. Супруга — Альваро де Уллоа и Суэльвес (род. 1950), 11-й маркиз де Кастро Серна.